# 室女座49
室女座49，又名BD-09 3628，HD 114038、SAO 157739、HR 4955，是室女座的一颗恒星，视星等为5.19，位于銀經309.5，銀緯51.92，其B1900.0坐标为赤經13h 2m 39.4s，赤緯-10° 51.92′ 21″。